# Xerces (informatique)
Pour les articles homonymes, voir Xerces.

Logo Xerces

Xerces est un ensemble de bibliothèques logicielles pour lire et traiter les informations au format XML, il fait partie des logiciels de l'Apache Software Foundation. 
Les langages de programmation sont notamment Java (bibliothèque format .jar), C++ et Perl.
Parmi les standards mis en œuvre, il y a DOM et SAX.